# 505 Cava
505 Cava è un asteroide della fascia principale del diametro medio di circa 115 km. Scoperto nel 1902, presenta un'orbita caratterizzata da un semiasse maggiore pari a 2,6892901 UA e da un'eccentricità di 0,2444235, inclinata di 9,83521° rispetto all'eclittica.
L'asteroide è dedicato all'omonima divinità della mitologia inca.